# جان آرچر (بازیکن فوتبال، زاده ۱۹۳۶)
جان آرچر (انگلیسی: John Archer; ۹ آوریل ۱۹۳۶ – ۱۹۸۷ (۵۰−۵۱ سال)) بازیکن فوتبال اهل بریتانیا بود.
از باشگاه‌هایی که در آن بازی کرده‌است می‌توان به باشگاه فوتبال گریمزبی تاون اشاره کرد.